# Solotvina
Solotvina, též Slatinské Doly (ukrajinsky Солотвино, Solotvyno; rumunsky Ocna Slatina; maďarsky Aknaszlatina; rusky Солотвина) je městys (ukrajinsky selyšče) na západní Ukrajině. Leží v okresu Ťačiv Zakarpatské oblasti, na řece Tise, která Solotvinu odděluje od rumunského města Sighetu Marmației (Marmarošská Sihoť). Žije zde necelých 9000 obyvatel – Rumuni, Maďaři a Ukrajinci.
V Solotvinu sídlí rada solotvinské venkovské komunity, do které patří městys Solotvino a tyto vesnice:
- Hlybokyj Potik (ukrajinsky Глибокий Потік)
- Nyžnja Apša (ukrajinsky Нижня Апша)
- Pečera (ukrajinsky Печера)
- Podišor (ukrajinsky Подішор)
- Topčyno (ukrajinsky Топчино)
- Seredne Voďane (ukrajinsky Середнє Водяне)
- Dobrik (ukrajinsky Добрік)
- Bila Cerkva (ukrajinsky Біла Церква)

Tato územní komunita má rozlohu 161,5 km² a v roce v ní žilo 34 944 obyvatel.

## Historie
Od roku 1918 byl městys po rozpadu Rakouska-Uherska , až do roku 1939 součástí Československa. Od roku 1945 byl městys součástí Ukrajinské sovětské socialistické republiky, která byla jednou ze svazových republik Sovětského svazu, nakonec od roku 1991 je součástí samostatné Ukrajiny

## Solné doly a slaná jezera

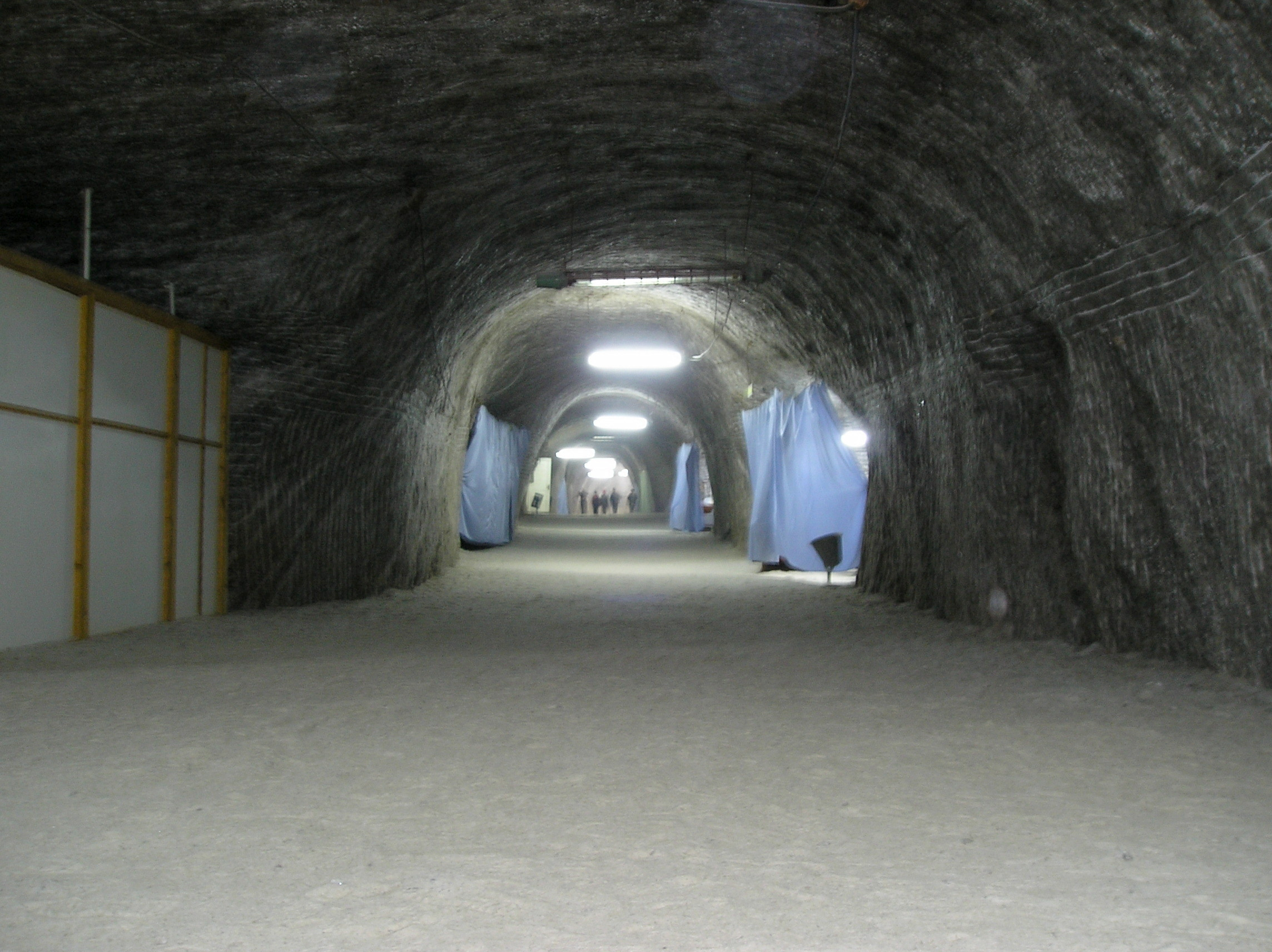
Podzemní oddělení alergologické nemocnice

Městys je především známý svými rozlehlými solnými doly a jezery. Voda odčerpávaná z hlubinných solných dolů se shromažďuje v povrchových jezerech s nasycenou slanou vodou, kolem nichž je vybudována rekreační zóna s lunaparkem, restauracemi, diskotékou. Místní sanatorium funguje od roku 1968. V městysu je muzeum solných dolů a muzeum místních solných lázní.

## Doprava
Městysem prochází silnice spojující Mukačevo, Rachov a Ivano-Frankivsk; stejným směrem vede i železnice, avšak Solotvina je konečnou stanicí osobních vlaků od Baťova, neboť následující úsek trati prochází rumunským územím. V lednu 2007 byl za účasti prezidentů V. Juščenka a T. Băsescu po mnoha letech otevřen hraniční most přes Tisu, který o něco usnadnil dosažitelnost zdejšího odlehlého regionu.

## Významní rodáci
- Ian Robert Maxwell, vlastním jménem Abraham Leib Hoch, později též Ján Ludvík Hoch, britský žurnalista,  multimilionář a podvodník[6].